# Pseuderimerus luteus
Pseuderimerus luteus är en stekelart som beskrevs av Boucek 1954. Pseuderimerus luteus ingår i släktet Pseuderimerus och familjen gallglanssteklar.
Artens utbredningsområde är:
- Tjeckien.
- Ungern.
- Marocko.
- Spanien.
- Ukraina.

Inga underarter finns listade i Catalogue of Life.